# Ryōsuke Kaizu
Ryōsuke Kaizu (海津亮介 Kaizu Ryousuke?) (Tokio, Japón; 19 de diciembre de 1961) cuyo nombre verdadero es Kazunori Inaba es un ex actor japonés. Perteneció a Washio Planning y a Tokyo Actor's Life Cooperative.

## Vida personal
En su niñez no tenía aspiraciones para el futuro por lo que esperaba a que terminara la escuela para encontrar lo que quería hacer. Posteriormente su vida universitaria tampoco se ajustaba a sus sentimientos y comenzó a mostrar interés por la actuación, por lo que abandono la carrera universitaria.
Después de graduarse de la escuela de formación de Tokyo Actor's Life Cooperative, perteneció a Washio Planning. La actriz de voz Michie Tomizawa fue su compañera de clase durante la escuela de entrenamiento y Koichi Yamadera era una estudiante de tercer año.
Debutó como actor en "My Child V" (TBS) en 1985 y el papel relacionado con el romance de Yuji Saku en "Wataru Seken wa Ogre" (TBS). Sin embargo llegaría a ser muy conocido por sus actuaciones en las series Super Sentai, hizo su debut en Chōshinsei Flashman, luego a tiempo completo en Hikari Sentai Maskman siendo conocido su rol como Takeru/Red Mask y después apareció en Chikyū Sentai Fiveman y Gosei Sentai Dairanger. Posteriormente hizo apariciones especiales en muchas obras de efectos especiales, principalmente obras de Toei, pero se le pidió que trabajara porque su agencia en ese momento aumentó enormemente la garantía de apariciones en televisión. Desapareció y se retiró de la industria del entretenimiento alrededor de 1999.
Después de jubilarse, ha sido propietario de la tienda especializada Miso Ramen, la tienda Miso Ichigami Ishigami. Está casado con una mujer filipina 25 años menor que él y tiene dos hijos.
El 21 y 22 de marzo de 2015, participó en un evento llamado HENSHINCON organizado por JEFusion en Manila como invitado especial con Kei Shindachiya de Chikyū Sentai Fiveman. Con esto como disparador, Shindachiya y Grinning Brothers se formaron en 2016. Después de eso, siguió actuando en vivo como Brothers & Sisters con la adición de la serie Super Sentai OG Michiko Makino, Eri Tanaka y Juri Miyazawa.
Sus pasatiempos y habilidades especiales son el baile de jazz, el esquí, el tenis, la guitarra y la flauta.

## Filmografía

### Serie TV
- Chōshinsei Flashman (1986): Ryuu Wakasa (episodio 27)
- Hikari Sentai Maskman (1987): Takeru/Red Mask
- Chikyū Sentai Fiveman (1990): Koji Yuki (episodio 22)
- Gosei Sentai Dairanger (1993): Shouichirou Takamura de Media Magician (episodio 33)
- Chōriki Sentai Ohranger (1995): Comandante de U.A.O.H. (episodio 1)

### Película
- Hikari Sentai Maskman (18 de julio de 1987): Takeru/Red Mask